# NGC 662
NGC 662 je galaksija u zviježđu Andromeda.

## Vanjske poveznice
- SEDS: NGC 0662